# Lysandra discojuncta
Lysandra discojuncta är en fjärilsart som beskrevs av Courvoisier 1912. Lysandra discojuncta ingår i släktet Lysandra och familjen juvelvingar. Inga underarter finns listade i Catalogue of Life.